# Podgorje, Banovići
Podgorje je naselje v občini Banovići, Bosna in Hercegovina. 

## Deli naselja
Čubrići, Denkovci, Gorići, Hamzići, Mušići, Podgorje in Savići. 

## Prebivalstvo
| Pregled števila prebivalcev po letih | Pregled števila prebivalcev po letih | Pregled števila prebivalcev po letih | Pregled števila prebivalcev po letih | Pregled števila prebivalcev po letih | Pregled števila prebivalcev po letih |
| ------------------------------------ | ------------------------------------ | ------------------------------------ | ------------------------------------ | ------------------------------------ | ------------------------------------ |
| 1948                                 | 1953                                 | 1961                                 | 1971                                 | 1981                                 | 1991                                 |
| -                                    | -                                    | -                                    | 977                                  | 1.349                                | 1.177                                |

| Narodna sestava prebivalstva po letih                                                                                        | Narodna sestava prebivalstva po letih                                                                                            | Narodna sestava prebivalstva po letih                                                                                             |
| --- | --- | --- |
| 1971 | 1981 | 1991 |
| . skupaj: 977 Muslimani 873 (89,35 %) Srbi 85 (8,70 %) Hrvati 14 (1,43 %) Jugoslovani 1 (0,10 %) drugi in neznano 4 (0,40 %) | . skupaj: 1.349 Muslimani 1.216 (90,14 %) Srbi 89 (6,59 %) Hrvati 5 (0,37 %) Jugoslovani 30 (2,22 %) drugi in neznano 9 (0,74 %) | . skupaj: 1.177 Muslimani 1.072 (91,07 %) Srbi 44 (3,73 %) Hrvati 4 (0,33 %) Jugoslovani 23 (1,95 %) drugi in neznano 34 (2,88 %) |